# Паротягобудування

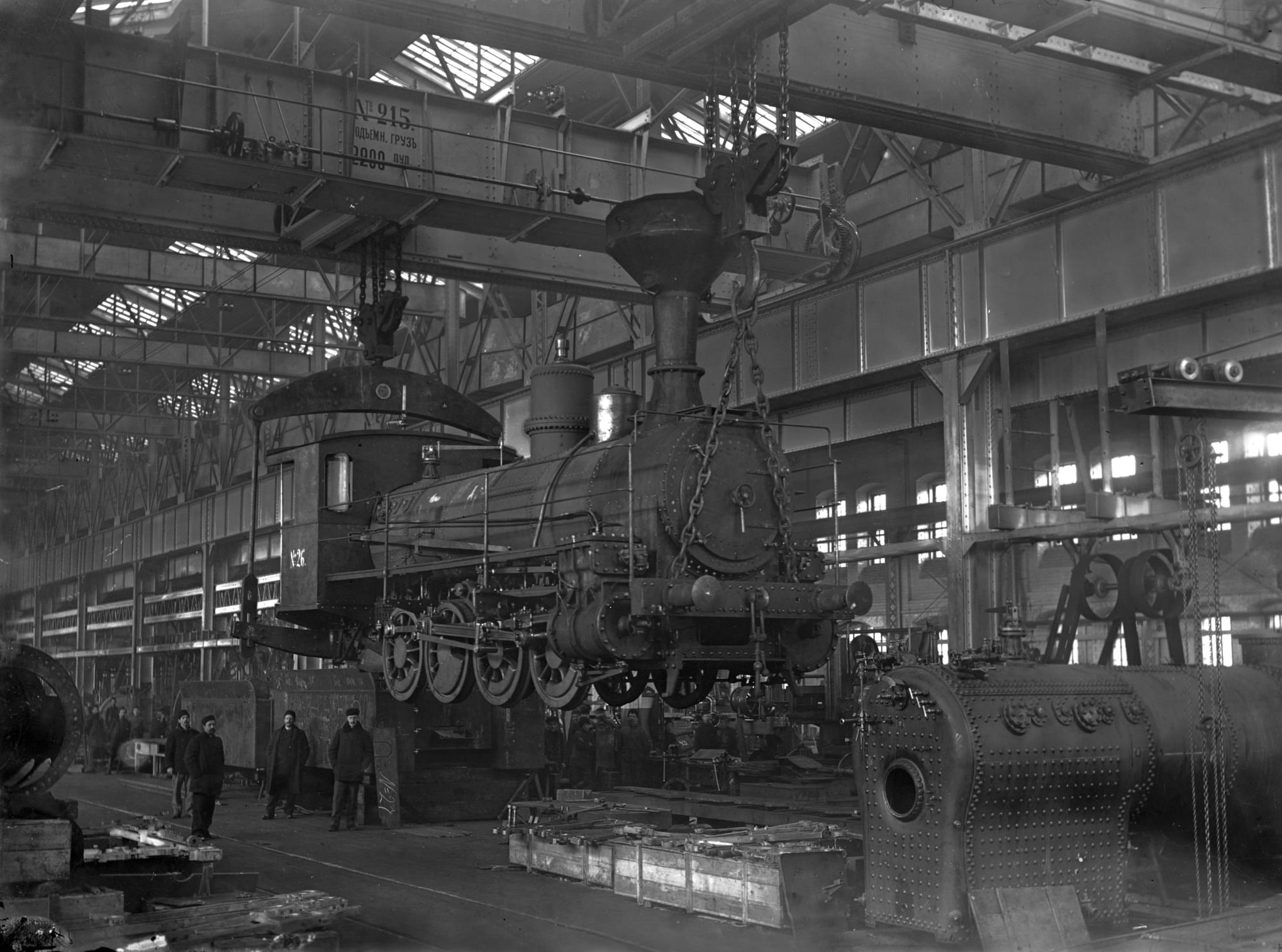
Паровоз серії О в цехах Сормовського заводу

Паротягобудування — історична  галузь  транспортного машинобудування, що спеціалізувалася на виробництві  тягового рухомого складу для  залізниць на  паровій тязі. У середині XX століття паровозобудівні підприємства в передових країнах були переорієнтовані на виробництво продуктивніших локомотивів - тепловозів і електровозів.

## Історія
У 1845 на  Олександрівському заводі випущений перший російський паровоз .
На початку XX століття заводи Росії повністю задовольняли потреби залізниць  Російської імперії в паровозах. В одному тільки 1906 випущено понад 1300 паровозів. Паровозобудування вийшло на лідерські позиції по застосуванню наукових і технічних розробок в серійному виробництві.
Збиток, завданий залізничному транспорту в роки  Громадянської війни, змусив розмістити в 1920 замовлення на виробництва 1200 паровозів за кордоном, головним чином на заводах  Німеччини та  Швеції . Організацією замовлення паровозів за кордоном відала Російська залізнична місія на чолі з Юрієм Ломоносовим.
У 1930-1936 розпочато серійний випуск нових потужних паровозів серій  ФД, СО, ІС. Останній навіть удостоєний в  1937 Гран-прі на  Всесвітній виставці в Парижі .
В СРСР існувала наукова школа в області паровозобудування та конструкції паровозів, яка давала можливість вирішувати найважливіші питання по конструкції та теорії паровоза. Серед вчених і практиків заслужений діяч науки і техніки професор  І. І. Миколаєв.